# Malick Diop (athlétisme)
Pour les articles homonymes, voir Malick Diop et Diop.
Malick Diop, né le 24 août 1942, est un athlète sénégalais.

## Carrière
Malick Diop participe au relais 4 × 100 mètres des Jeux olympiques d'été de 1964 à Tokyo sans atteindre la finale.
Il remporte la médaille d'or du relais 4 × 100 mètres aux Jeux africains de 1965 à Brazzaville.